# Isla Sangi-Mugan
Isla Sangi-Mugan (en azerí: Səngi Muğan; también llamada Isla Mugan; Muğan daşı; y en ruso: Ostrov Svinoy; Isla Svinoy) es una isla en el mar Caspio, al sur de Bakú, Azerbaiyán.
Esta isla se encuentra al suroeste de la archipiélago de Bakú.
Hay una estación automática para el control de la contaminación del agua en la zona situada en la isla Sangi-Mugan.